# Ladies European Tour
De Ladies European Tour (LET) is een professionele golftour voor vrouwen die opgericht werd in 1979. Het hoofdkantoor bevindt zich op de Buckinghamshire Golf Club in de Engelse stad Denham, Buckinghamshire. Het is de tegenhanger van de Europese PGA Tour (ET), een professionele golftour voor mannen.

## Geschiedenis
De Ladies European Tour (LET) is de belangrijkste golftour voor de vrouwen in Europa en het werd in 1978 opgericht als "Women's Professional Golf Association" (WPGA). De WPGA is een onderdeel van de Professional Golfers' Association van Groot-Brittannië en Ierland en een jaar later, in 1979, ontstond deze golftour.
In 1988 besloten de leden van de tour om een onafhankelijke organisatie te vormen: de Women Professional Golfers' European Tour Limited. De nieuwe organisatie verhuisde van de PGA-hoofdkwartier, The Belfry, naar de Tytherington Club in Cheshire. In 1998 werd de naam van de tour hernoemd tot de European Ladies' Professional Golf Association Limited. In juli 2000 werd de naam opnieuw hernoemd tot de Ladies European Tour. In 2008 verhuisde het hoofdkantoor naar de Buckinghamshire Golf Club in Denham, Buckinghamshire.

## Deelname
Een golfspeelster kan uitsluitend aan de LET wedstrijden deelnemen als zij zich daarvoor heeft gekwalificeerd of als zij daartoe is uitgenodigd. In het laatste geval krijgt zij een wildcard. Door op die manier genoeg geld te verdienen en minimaal zes keer te spelen, kan het lukken een speelkaart voor het volgende jaar te bemachtigen.

### Qualifying school
Om zich te kwalificeren voor deelname aan de LET, moet de speelster bij de 80 beste speelsters van het voorgaande jaar behoren of deelnemen aan de Qualifying school, ook wel Q-school of Tourschool genoemd, en daar een kaart bemachtigen. Als ze daar de Finals bereiken maar niet hoog genoeg eindigen om een tourkaart te bemachtigen, kunnen ze het jaar daarop de LET Access Series (vergelijkbaar met de Challenge Tour voor de heren) spelen.

## Order of Merit en prijzenwinnaressen
| Jaar | Order of Merit         | Order of Merit | Player of the Year (Speelster van het Jaar) | Rookie of the Year (Nieuwkomer van het Jaar) | Lowest stroke average (Laagste slaggemiddelde) | Lowest stroke average (Laagste slaggemiddelde) |
| ---- | ---------------------- | -------------- | ------------------------------------------- | -------------------------------------------- | ---------------------------------------------- | ---------------------------------------------- |
| 2014 | Charley Hull           | €263.097       | n.n.b.                                      | Amy Boulden                                  | Suzann Pettersen                               | 70,25                                          |
| 2013 | Suzann Pettersen       | €518.448       | Lee-Anne Pace                               | Charley Hull                                 | Suzann Pettersen                               | 68,20                                          |
| 2012 | Carlota Ciganda        | €251.290       | Carlota Ciganda                             | Carlota Ciganda                              | Shanshan Feng                                  | 69,00                                          |
| 2011 | Ai Miyazato            | €363.080       | Caroline Hedwall                            | Caroline Hedwall                             | Suzann Pettersen                               | 69,36                                          |
| 2010 | Lee-Anne Pace          | €339.518       | Lee-Anne Pace                               | I.K. Kim                                     | Suzann Pettersen                               | 69,75                                          |
| 2009 | Sophie Gustafson       | €281.315       | Catriona Matthew                            | Anna Nordqvist                               | Catriona Matthew                               | 70,83                                          |
| 2008 | Gwladys Nocera         | €391.840       | Gwladys Nocera                              | Melissa Reid                                 | Suzann Pettersen                               | 68,60                                          |
| 2007 | Sophie Gustafson       | €222.081       | Bettina Hauert                              | Louise Stahle                                | Sophie Gustafson                               | 70,96                                          |
| 2006 | Laura Davies           | €471.727       | Gwladys Nocera                              | Nikki Garrett                                | Annika Sörenstam                               | 68,33                                          |
| 2005 | Iben Tinning           | €204.672       | Iben Tinning                                | Elisa Serramià                               | Laura Davies                                   | 70,35                                          |
| 2004 | Laura Davies           | 777.26 pnt     | Stéphanie Arricau                           | Minea Blomqvist                              | Laura Davies                                   | 70,31                                          |
| 2003 | Sophie Gustafson       | 917.95 pnt     | Sophie Gustafson                            | Rebecca Stevenson                            | Sophie Gustafson                               | 69,93                                          |
| 2002 | Paula Martí            | 6.589 pnt      | Annika Sörenstam                            | Kirsty S. Taylor                             | Sophie Gustafson                               | 70,59                                          |
| 2001 | Raquel Carriedo        | 10.661 pnt     | Raquel Carriedo                             | Suzann Pettersen                             | Catriona Matthew                               | 70,08                                          |
| 2000 | Sophie Gustafson       | 8.777 pnt      | Sophie Gustafson                            | Giulia Sergas                                | Sophie Gustafson                               | 71,21                                          |
| 1999 | Laura Davies           | £204.522       | Laura Davies                                | Elaine Ratcliffe                             | Laura Davies                                   | 70,50                                          |
| 1998 | Helen Alfredsson       | £125.975       | Sophie Gustafson                            | Laura Philo                                  | Laura Davies                                   | 71,96                                          |
| 1997 | Alison Nicholas        | £94.590        | Alison Nicholas                             | Anna Berg                                    | Marie-Laure de Lorenzi                         | 72,20                                          |
| 1996 | Laura Davies           | £110.880       | Laura Davies                                | Anne-Marie Knight                            | Marie-Laure de Lorenzi                         | 71,39                                          |
| 1995 | Annika Sörenstam       | £130.324       | Annika Sörenstam                            | Karrie Webb                                  | Annika Sörenstam                               | 69,75                                          |
| 1994 | Liselotte Neumann      | £102.750       | Niet uitgereikt                             | Tracy Hanson                                 | Liselotte Neumann                              | 69,56                                          |
| 1993 | Karen Lunn             | £81.266        | Niet uitgereikt                             | Annika Sörenstam                             | Laura Davies                                   | 71,63                                          |
| 1992 | Laura Davies           | £66.333        | Niet uitgereikt                             | Sandrine Mendiburu                           | Laura Davies                                   | 70,35                                          |
| 1991 | Corinne Dibnah         | £89.058        | Niet uitgereikt                             | Helen Wadsworth                              | Alison Nicholas                                | 71,71                                          |
| 1990 | Trish Johnson          | £83.043        | Niet uitgereikt                             | Pearl Sinn                                   | Trish Johnson                                  | 70,64                                          |
| 1989 | Marie-Laure de Lorenzi | £77.534        | Niet uitgereikt                             | Helen Alfredsson                             | Marie-Laure de Lorenzi                         | 70,84                                          |
| 1988 | Marie-Laure de Lorenzi | £109.360       | Niet uitgereikt                             | Laurette Maritz                              | Marie-Laure de Lorenzi                         | 72,30                                          |
| 1987 | Dale Reid              | £53.815        | Niet uitgereikt                             | Trish Johnson                                | Dale Reid                                      | 72,70                                          |
| 1986 | Laura Davies           | £37.500        | Niet uitgereikt                             | Patricia González                            | Laura Davies                                   | 72,09                                          |
| 1985 | Laura Davies           | £21.735        | Niet uitgereikt                             | Laura Davies                                 | Geen gegevens                                  | Geen gegevens                                  |
| 1984 | Dale Reid              | £28.239        | Niet uitgereikt                             | Kitrina Douglas                              | Dale Reid                                      | 73,01                                          |
| 1983 | Muriel Thomson         | £9.225         | Niet uitgereikt                             | Niet uitgereikt                              | Beverly Huke                                   | 74,98                                          |
| 1982 | Jenny Lee Smith        | £12.551        | Niet uitgereikt                             | Niet uitgereikt                              | Niet uitgereikt                                |                                                |
| 1981 | Jenny Lee Smith        | £13.518        | Niet uitgereikt                             | Niet uitgereikt                              | Niet uitgereikt                                |                                                |
| 1980 | Muriel Thomson         | £8.008         | Niet uitgereikt                             | Niet uitgereikt                              | Niet uitgereikt                                |                                                |
| 1979 | Catherine Panton       | £4.965         | Niet uitgereikt                             | Niet uitgereikt                              | Niet uitgereikt                                |                                                |